# Фантазии в манере Калло
«Фантазии в манере Калло́» — первая опубликованная книга Э. Т. А. Гофмана. Вышла в четырёх томах в 1814—1815 годах. Переработанное издание в двух томах последовало в 1819 году. Это единственная книга Гофмана, переизданная ещё при его жизни.

## История создания и публикации
Большинство текстов, составивших «Фантазии», было написано Гофманом во время проживания в Бамберге. Издателем выступил местный виноторговец К. Ф. Кунц, с которым Гофман часто предавался обильным возлияниям. Издательский договор был заключен 18 марта 1813 года.
Многие тексты, ранее опубликованные во «Всеобщей музыкальной газете», несут на себе отпечаток музыкальных интересов Гофмана, работавшего в те годы капельмейстером и писавшего оперу. Чтобы придать единство столь разнородным текстам, Гофман приписал их перу некоего Странствующего Энтузиаста (автобиографическая фигура) и предпослал сборнику подзаголовок: «Листки из дневника Странствующего Энтузиаста».
Первоначально Гофман хотел озаглавить сборник «Картинки по Хогарту», однако переменил своё намерение, когда ознакомился в доме председателя окружного суда барона фон Штангеля с собранием гравюр Жака Калло. В этом французском художнике его привлекло «искусство придания повседневности оттенка необычности».
Книга принесла Гофману первую литературную известность. На какое-то время он стал желанным гостем в литературных салонах. Чтобы привлечь внимание читаталей, Кунц заказал предисловие у одного из популярнейших немецких писателей того времени, Жан-Поля, чем Гофман остался не совсем доволен.

## Состав первого издания
- «Жак Калло» (весна 1813 г.): эстетическая программа в виде обращения к старинному гравёру Калло (вместо традиционного обращения поэта к музе).
- «Кавалер Глюк» (июль-август 1808 г.): рассказ берлинского жителя о знакомстве с гениальным музыкантом, который выдаёт себя за покойного композитора Глюка.
- «Крейслериана» (нем. Kreisleriana, 1810): цикл очерков о музыке, где автор скрывается за маской эксцентричного капельмейстера Иоганнеса Крейслера (заметно расширен во 2-м издании сборника).
- «Дон Жуан» (сентябрь 1812): сновидческая история случайного знакомства и телепатической связи композитора с исполнительницей партии донны Анны в моцартовском «Дон Жуане».
- «Известие о дальнейших судьбах собаки Берганца[вд]» (нем. Nachricht von den neuesten Schicksalen des Hundes Berganza, февраль-март 1813): продолжение назидательной «Новеллы о беседе собак» Сервантеса в виде диалога с псом Берганца, который рисует в сатирических красках бамбергское общество, в особенности семейство несостоявшейся жены Гофмана — Юлии.
- «Магнетизёр» (апрель-август 1813): предостережение о разрушительном потенциале месмеризма, позволяющем (по представлениям того времени) обрести власть над душой другого человека и манупулировать ею в неблаговидных целях.
- «Золотой горшок» (лето 1813 — зима 1814): искрящаяся добродушным юмором «сказка новых времён» о фантастическом мире творческих духов, сосуществующем с реалиями современного Дрездена.
- «Приключения в новогоднюю ночь» (первая неделя января 1815 г.): «рассказ в рассказе» о человеке, потерявшем своё отражение в зеркале, импровизация на тему «Петера Шлемиля» Шамиссо.